# Erik von Grawert-May
Erik von Grawert-May (* 1944 in Lauban, Kreis Lauban, Provinz Niederschlesien; Pseudonym: Erik von Senftenberg) ist ein deutscher Wirtschaftswissenschaftler. Von 1994 bis 2009 lehrte er als Professor für Unternehmensethik und -kultur an der damaligen „Hochschule Lausitz“, der heutigen Brandenburgischen Technischen Universität Cottbus-Senftenberg.

## Leben und Wirken
Erik von Grawert-May wurde in Niederschlesien geboren und verbrachte seine Kindheit in Hamburg-Ottensen. Seine Familie zog 1959 nach Bonn-Bad Godesberg, wo er 1964 das Abitur erwarb. Danach studierte von Grawert-May Romanistik an der Sorbonne in Paris, leistete 1965 bis 1968 Wehrdienst bei der Bundeswehr und studierte dann Wirtschaftswissenschaften in Tübingen und Berlin.
Von 1975 bis 1981 war von Grawert-May Wissenschaftlicher Assistent am „Institut für Theorie der Wirtschaftspolitik“ der Freien Universität Berlin. In den Jahren 1982 bis 1988 folgten Promotion und Habilitation. Der Titel seiner an der FU vorgelegten Doktorarbeit lautete: Das Drama Krieg – Zur Moralisierung der Politik.
Er folgte 1994 einem Ruf als Professor für „Unternehmensethik und -kultur“ an die Hochschule Lausitz, die 2013 mit der Brandenburgischen Technischen Universität Cottbus zur BTU Cottbus-Senftenberg fusionierte.
Mediale Aufmerksamkeit erlangte 2002 eine Sendung der Talkshow-Reihe Beckmann, in der der Musikproduzent Dieter Bohlen als Talkgast in der Sendung die Idee entwickelte, eine Dissertation zum Thema „Musik und Marketing“ zu schreiben. Bohlen hat einen Abschluss in Betriebswirtschaftslehre und erfüllt damit die formalen Voraussetzungen für eine Promotion. Von Grawert-May, der ebenfalls Talkgast in dieser Sendung war, sicherte spontan zu, ihn bei seinem Vorhaben zu unterstützen. Bohlen verfolgte das Ansinnen allerdings nicht weiter.
2009 wurde von Grawert-May in den Ruhestand versetzt. Er lebt in Berlin-Schöneberg.
Von Grawert-May ist auch Autor teils fiktionaler Belletristik. So führt er im ersten Kapitel seines Buches Himmlischer Glanz – Die Memoiren Martin Mosebachs geschrieben von seinem Doppelgänger aus, dass er in den 2010er-Jahren regelmäßig in der Staatsbibliothek zu Berlin von den dortigen Bibliothekaren mit Martin Mosebach verwechselt wurde, woraufhin 2017 die Idee entstand, dessen ausgedachte Memoiren zu verfassen. Seine Veröffentlichung Zur Geschichte von Polizei- und Liebeskunst – Versuch einer anderen Geschichte des Auges wurde 1982 von Peter von Becker in der Zeit rezensiert.

## Monografien
- Erik von Grawert-May: Himmlischer Glanz – Die Memoiren Martin Mosebachs geschrieben von seinem Doppelgänger. Wolff Verlag, Berlin 2017. ISBN 978-3-941461-17-8.
- Erik von Grawert-May: Lob der Prüderie – Die Erlösung von der Sexualität. Raben-Verlag, München 1991. ISBN 978-3-922696-69-8.
- Erik von Grawert-May: Das Drama Krieg – Zur Moralisierung der Politik. Konkursbuchverlag Gehrke, Tübingen 1987. ISBN 978-3-88769-027-4.
- Erik von Grawert-May: Zur Entstehung von Polizei- und Liebeskunst – Versuch einer anderen Geschichte des Auges. Gehrke und Poertner, Tübingen 1980. ISBN 978-3-88769-901-7.